# Поклик пращурів (фільм, 2020)
«Поклик пращурів», «Поклик предків» (англ. The Call of the Wild) — американський анімаційно-ігровий фільм на основі роману Джека Лондона Поклик предків і переробки фільму 1935 року з однойменною назвою. Фільм режисера Кріса Сендерса, сценарій написаний Майклом Гріном, зірки: Гаррісон Форд, Ден Стівенс, Омар Сі, Карен Гіллан, Бредлі Вітфорд та Колін Вуделл.
Фільм був створений на студії 20th Century Fox і вийшов у прокат 21 лютого 2020 року.

## Сюжет
Хатнього собаку-сенбернара з кличкою Бак вкрали з будинку в місті Санта-Кларі, штат Каліфорнія, і продали як їздового пса на Юконі.

## У ролях
- Гаррісон Форд — Джон Торнтон
- Ден Стівенс — Хал
- Омар Сі — Перро
- Карен Гіллан — Мерседес
- Бредлі Вітфорд — суддя Міллер
- Колін Вуделл — Чарльз
- Скотт Макдональд — Доусон
- Кара Джи — Франсуаза

## Різниця з книгою
- У книзі напарником Перо у поштовому екіпажі є чоловік Франсуа. У фільмі це жінка Франсуаза.
- У фільмі після того, коли Шпіц програв бій за лідерство Бакові, він йде геть, тоді як у книзі після поразки Шпіца решта зграї його вбиває.
- У фільмі пропущений відрізок часу про те, коли собаки служать поштарю-«напівшотландцю».
- У книзі Джон Торнтон зустрічається з Баком вперше у глибині Клондайку, коли бачить, як жорстоко з псами поводяться Хал і Чарльз. У фільмі перша зустріч Бака і Торнтона відбувається ще у порту, звідки собак везли у Клондайк.
- Всі троє горе-шукачів Хал, Чарльз і Мерседес тонуть на річці разом з собаками. За сюжетом фільму принаймні Хал лишається живим, а собаки розбігаються.
- У фільмі Бак сам відмовляється йти далі разом з Халом, лишючись біля Торнтона. У книзі Торнтон захищає пса, вдаряючи Хала держаком сокири, таким чином рятуючи собаку.
- У книзі Торнтон — звичайний турист, ми нічого не знаємо про його особисту історію; він не цурається інших людей і добуває золото у таборі поруч з такими ж шукачами пригод, як і він сам, тоді як у фільмі він подорожує сам, прагнучи знайти себе після смерті сина.
- У фільмі Бак рятує з річки Франсуазу, у книзі — Торнтона.
- У книзі Торнтона і решту шукачів вбиває місцеве плем'я тубільців. У фільмі Торнтон гине від пострілу Хала.
- У книзі на Бака нападає зграя вовків, у фільмі інтеграція Бака у дикий світ відбувається поступово і мирно.

## Виробництво
У жовтні 2017 року було оголошено, що 20th Century Fox розробляє екранізацію роману Джека Лондона 1903 року «Поклик дикої природи», дія якого відбувається на Юконі близько 1890-х років, про Золоту поспіху на Клондайку. Режисер: Кріс Сандерс, сценарій Майкла Гріна, продюсер Ервін Стофф.
Основні зйомки фільму розпочалася наприкінці вересня 2018 року в Лос-Анджелесі.
У січні 2019 року було оголошено, що Джон Пауелл складе партитуру фільму. Раніше Пауелл співпрацював з Сандерсом в анімаційному фільмі DreamWorks Як тренувати свого дракона.

## Реліз
Спочатку фільм повинен був вийти 25 грудня 2019 року, але його відтіснили назад до 21 лютого 2020 року, після придбання Fox Disney, що має випустити Star Wars: The Rise of Skywalker і Spies in the Disguise .